# Альварес Гарсия, Пабло
Па́бло А́льварес Гарси́я (исп. Pablo Álvarez García; 23 апреля 1997, Лангрео) — испанский футболист, полузащитник львовских «Карпат».

## Биография
Родился в Лангрео, Астурия. Начал заниматься футболом в клубе «Эулалия Альварес», где он был с 2001 по 2007 год, и «Исастур Алькасар», частью которой он был с 2007 по 2009 год. В 2009 году он поступил в молоде́жную академию хихонского «Спортинга», где оставался до 2013 года.
В июле 2013 года он подписал контракт с «Вильярреалом», где провёл три сезона в академии, а в сезоне 2016/17 он дебютировал за «Аильярреал с» из Терсеры, где играл два сезона.
В июле 2018 года он подписал контракт с «Алавесом» и стал выступать в резервной команде в Терсере, а в январе 2019 года был отдан в аренду клубу «Сан-Игнасио», также из Терсеры, где играл до конца сезона 2018/19. Вернувшись из аренды, он отыграл сезон в Терсере с резервной командой «Алавеса», а затем покинул клуб в июле 2020 года.
После завершения контракта с «Алавесом», он оставался без контракта до 22 января 2021 года, когда подписал полуторагодовалый контракт с болгарским клуба «Черно море». 13 февраля он дебютировал за клуб из Варны, сыграв в матче Первой лиги дома против пловдивского «Локомотива» (0:0). В сезоне 2021/22 он провёл 24 матча чемпионата, в которых забил шесть голов за болгарскую команду. В мае 2022 года Альварес покинул команду после окончания контракта.
10 июня 2022 года заключил контракт с «Риекой» из Первой лиги Хорватии. После сезона в «Риеке», где он не был основным игроком, Альварес вернулся в свой бывший клуб «Черно море» летом 2023 года.
Летом 2024 года в статусе свободного агента подписал контракт с новичком украинской Премьер-лиги львовскими «Карпатами».